# Erzbistum Tokio
Das Erzbistum Tokio (lat.: Archidioecesis Tokiensis; jap. カトリック東京大司教区, katorikku Tōkyō daishikyōku) ist eine in Japan gelegene Erzdiözese der römisch-katholischen Kirche mit Sitz in Tokio.
Das Erzbistum Tokio bildet zusammen mit den Suffraganbistümern Niigata, Saitama, Sapporo, Sendai und Yokohama die Kirchenprovinz Tokio, die sich über Ostjapan erstreckt.

## Geschichte
Am 1. Mai 1846 begründete Papst Gregor XVI. das Apostolische Vikariat Japan. Bereits am 22. Mai 1876 kam es zur Gründung eines zweiten Vikariates in Japan, so dass der neue Name des Vikariates Japan auf Nordjapan abgeändert wurde. Mit der Gründung des Bistums Nagasaki, am 15. Juni 1891 wurde das Apostolische Vikariat zu einem Erzbistum erhoben. 1922 (Nagoya) und 1937 (Yokohama) verlor Tokio noch einmal Diözesangebiet zur Errichtung weiterer Diözesen; es ist seit 1937 auf das Gebiet der japanischen Präfekturen Tokio und Chiba beschränkt.
Seit 1954 besteht eine partnerschaftliche Gemeinschaft als Gebets- und Hilfsgemeinschaft zwischen dem Erzbistum Köln und dem Erzbistum Tokio. Den Anstoß dazu gaben die beiden Erzbischöfe, Joseph Frings und Peter Tatsuo Doi. Seit 1954 feiert man im Erzbistum Köln jedes Jahr den letzten Sonntag im Januar als Tokio-Sonntag und im Erzbistum Tokio ebenso als Köln-Sonntag. Maßgeblich unterstützte das Erzbistum Köln die Entwicklung der Sophia-Universität sowie auch den Bau der Marien-Kathedrale des Architekten Kenzo Tange.

## Ordinarien

### Apostolischer Vikar von Japan
- Théodore-Augustin Forcade (1839–1852)
- Bernard-Thadée Petitjean (1866–1876)

### Apostolischer Vikar von Nordjapan
- Pierre-Marie Osouf (1876–1891)

### Erzbischöfe von Tokio
- Pierre-Marie Osouf (1891–1906)
- Pierre-Xavier Mugabure (1906–1910)
- François Bonne (1910–1911)
- Jean-Pierre Rey (1912–1926)
- Jean-Baptiste-Alix Chambon (1926–1937)
- Peter Tatsuo Kardinal Doi (1937–1970)
- Peter Seiichi Kardinal Shirayanagi (1970–2000)
- Peter Takeo Okada (2000–2017)
- Tarcisio Isao Kardinal Kikuchi SVD (seit 2017)